# Просандеевка
Просанде́евка — деревня в Шацком районе Рязанской области. Входит в состав Агишевского сельского поселения.

## Физико-географическая характеристика
Расстояние до районного центра Шацка по автодороге — 18 км, до центра муниципального образования Агишевское сельское поселение по автодороге — 8 км.
Ближайшие населённые пункты — Демидово, Малое Агишево, Федяево, Старые Подсосенки, Заря, Пролетарский.

## Население
| 1989 | 2010 | 2012 |
| ---- | ---- | ---- |
| 63   | ↘15  | ↗32  |